# Tamarin (Suriname)
Tamarin is een dorp aan de Cotticarivier in het district Marowijne in Suriname. In het dorp wonen Aukaners.

## 19e eeuw
Negentiende-eeuwse verslagen maken al melding van een Marrondorp Tamarin aan de Cottica. 

## 20e eeuw
In 1915 stichtte redemptorist pater Gerard Wortelboer er een Rooms-Katholiek missiedorp voor marrons en inheemsen. In het dorp bevond zich een kerk, kostschool, kliniek en zagerij. Het internaat was oorspronkelijk alleen bestemd voor jongens, maar in 1925 werd een meisjesafdeling opgericht door de Franciscanessen van Roosendaal die de missiepost van Wortelboer overnamen. Wortelboer werkte nog tot augustus 1940 in Tamarin toen hij hepatitis kreeg en naar Paramaribo verhuisde waar hij in 1941 overleed.
Na de Tweede Wereldoorlog was Dries Gerritsen lange tijd pastoor en directeur in Tamarin. Hiervoor werd hem de onderscheiding ridder in de orde van Oranje-Nassau verleend. Gerritsen werd pastoor in Paramaribo, waar hij in 1973 overleed als slachtoffer van een roofmoord.
De school en polikliniek in Tamarin werd van 1970 tot 1986 bemenst door twee zusters van Tilburg.
De missiepost werd verlaten tijdens de Binnenlandse Oorlog (1986-1992). Het Junglecommando van Ronnie Brunswijk was in het begin samengesteld uit voormalige scholieren van het internaat van Tamarin.

## 21e eeuw
De St. Angelina School is verhuisd naar een nieuw gebouw waar ook het onderwijzend personeel woont, de kinderen uit de omringende dorpen worden elke dag per korjaal gebracht naar de nieuwe aanlegsteiger, er is geen internaat meer in Tamarin.
Sinds 2011 is Tamarin met een weg verbonden met de Oost-Westverbinding. 
In 2021 was het gebouw van het oorspronkelijke jongensinternaat verdwenen, het meisjesinternaat was zwaar vervallen en onbewoonbaar. De kerk heeft zijn torentje aan de rivierzijde verloren. 
Op 20 september 2024 werd in Tamarin het Boekoemonument onthuld ter herinnering aan Fort Boekoe, de versterkte nederzetting en verblijfplaats van de Boni-marrons in het moerasgebied ten oosten van de Cotticarivier.